# Birte Weigang
Birte Weigang (Leipzig, 31 januari 1968) is een Oost-Duits zwemster. 

## Biografie
Weigang won tijdens de Olympische Zomerspelen 1988 de gouden medaille op de 4x100m wisselslag en de zilveren medaille op de 100m en 200m vlinderslag.

## Internationale toernooien
| Jaar | Olympische Spelen                                       | WK Langebaan     | EK Langebaan                                            |
| ---- | ------------------------------------------------------- | ---------------- | ------------------------------------------------------- |
| 1985 |                                                         |                  | 200m vlinderslag · 100m rugslag · 4x100m wisselslag     |
| 1986 |                                                         | 200m vlinderslag |                                                         |
| 1987 |                                                         |                  | 200m vlinderslag · 200m vlinderslag · 4x100m wisselslag |
| 1988 | 200m vlinderslag · 200m vlinderslag · 4x100m wisselslag |                  |                                                         |

1960: Burke, Kempner, Schuler, von Saltza ·
1964: Ferguson, Goyette, Stouder, Ellis ·
1968: Hall, Ball, Daniel, Pedersen ·
1972: Belote, Carr, Deardurff, Neilson ·
1976: Richter, Anke, Pollack, Ender ·
1980: Reinisch, Geweniger, Pollack, Metschuck ·
1984: Andrews, Caulkins, Meagher, Hogshead ·
1988: Otto, Hörner, Weigang, Meißner ·
1992: Loveless, Nall, Ahmann-Leighton, Thompson ·
1996: Botsford, Beard, Martino, Van Dyken ·
2000: Bedford, Quann, Thompson, Torres ·
2004: Rooney, Jones, Thomas, Henry ·
2008: Seebohm, Jones, Schipper, Trickett ·
2012: Franklin, Soni, Vollmer, Schmitt ·
2016: Baker, King, Vollmer, Manuel ·
2020: K. McKeown, Hodges, E. McKeon, Campbell ·
2024: Smith, King, Walsh, Huske